# فتحي الهويدي
فتحي الهويدي ولد في 1944 في تونس العاصمة، هو سياسي تونسي.

## السيرة الذاتية

### الدراسات
فتحي الهويدي متحصل على الإجازة في الآداب والحضارة الفرنسية من جامعة باريس 1 - بانتيون سوربون، وعلى دكتوراه في علوم الاتصال من جامعة باريس 2.

### المسار المهني
بدأ فتحي الهويدي مساره المهني في 1974 كأستاذ مساعد في معهد الصحافة وعلوم الإخبار. عين مديرا لمؤسسة الإذاعة والتلفزة التونسية بين 1988 و1989، تاريخ تعيينه مديرا لدار الحرية المسؤولة عن إصدار صحيفتي لورونوفو والحرية، الناطقتين باسم حزب التجمع الدستوري الديمقراطي الحاكم.

عين في ديسمبر 2002 رئيس مجلس إدارة أوراسكوم تيليكوم تونس (أصبحت تونيزيانا)، وبقي في نفس المنصب حتى فبراير 2008. عين في مايو الموالي كرئيس تنفيذي لقناة نسمة.

### المسار السياسي
دخل حكومة حامد القروي في 28 أغسطس 1991 ليصبح كاتب دولة لدى الوزير الأول مكلف بالإعلام، وبقي في هذا المنصب حتى 17 نوفمبر 1999. أثناء توليه هذا المنصب الحكومي شارك في الانتخابات التشريعية التونسية 1994 وفاز بمقعد في مجلس النواب (المدة النيابية التاسعة) عن دائرة بن عروس الانتخابية، ولكنه استقال من المجلس بعد مدة لتفرغه لمنصبه الحكومي.

عين سفيرا لتونس في لبنان بين مايو 2000 ومايو 2002، حيث أصبح في 14 مايو 2002 وزيرا معتمدا لدى الوزير الأول مكلف بحقوق الإنسان والاتصال والعلاقة مع مجلس النواب في حكومة محمد الغنوشي الأولى حتى 17 أغسطس 2005.

ترأس كذلك مجلس وزراء الإعلام العرب والمؤتمر الدائم للسمعي البصري المتوسطي والوكالة التونسية للاتصال الخارجي، وكان عضو المجلس الأعلى للاتصال.

إنضم فتحي هويدي منذ 1964 إلى الحزب الاشتراكي الدستوري الذي أصبح فيما بعد التجمع الدستوري الديمقراطي، وكان في هذا الأخير عضو لجنته المركزية عدة مرات.

## الحياة الخاصة
فتحي هويدي متزوج وأب لأربعة أطفال.

## الأوسمة والتشريفات
- الصنف الثاني من وسام الجمهورية (تونس).
- الصنف الثالث من وسام 7 نوفمبر 1987 (تونس).
- وسام الاستحقاق الرياضي (تونس).